# Без судьбы (фильм)
«Без судьбы» (венг. Sorstalanság) — кинофильм. Экранизация одноимённого романа нобелевского лауреата по литературе Имре Кертеса.

## Сюжет
14-летний Дьердь во время Второй мировой войны депортирован из Венгрии в концентрационный лагерь. Фильм о том как выжить в таких условиях и как после этого остаться человеком.
Дьёрдь растёт вместе с отцом и приёмной матерью в Будапеште. Однажды отца вместе с группой евреев направляют на принудительные работы в Германию, после чего уже сам Дьёрдь должен зарабатывать на хлеб для семьи. Каждый день он ездит на автобусе на фабрику. Однажды жандарм останавливает автобус, высаживает оттуда всех евреев и загоняет их в хлев. Через несколько недель их всех отправляют в вагоне для скота в неизвестном направлении. Их первая остановка — Освенцим, где Дьёрдь намеренно прибавляет себе два года и таким образом избегает отправки на смерть. Вместе с ещё одним парнем того же возраста его направляют сначала в Бухенвальд, а затем в Цайц, где он знакомится со старшим подростком по прозвищу Хулиган Лимон, также родом из Венгрии. Между ними завязывается дружба, оба стараются ободрять друг друга. Однако из-за тяжёлой работы Дьёрдь заболевает — у него воспаляется колено, и его отправляют в лазарет.
Война близится к концу, и Дьёрдя вновь направляют в Бухенвальд. Там, находясь в лазарете, он встречает американцев-освободителей. Вскоре после этого он возвращается в Будапешт, где узнаёт, что отец погиб, а мать вышла замуж за венгра. Его попытки рассказать родным и знакомым о пережитом в лагере натыкаются на негативную реакцию — никто не хочет знать о том, что случилось с евреями, ставшими жертвами нацистов при попустительстве их же соседей-венгров.

## Создание
Эта кинокартина (совместный британо-германо-венгерский проект) была снята в 2005 году на основе одноимённой книги Нобелевского лауреата по литературе Имре Кертеса. Имре Кертес, известный венгерский писатель еврейского происхождения, написал роман «Без судьбы» в 1975 году на основе своих юношеских впечатлений о пребывании (на протяжении чуть менее года) в немецких лагерях Аушвиц (Освенцим), Бухенвальд и Зейтц. Эта книга была первой в трилогии писателя, включающей также «Фиаско» (1988) и «Кадиш по нерожденному ребёнку» (1990). За эту трилогию и ряд других произведений писатель получил Нобелевскую премию по литературе (в 2002 году). Будучи широко известным автором в Европе и США (его книги переведены на немецкий, французский, испанский и английский языки), русскоязычному читателю этот Нобелевский лауреат по литературе пока ещё мало известен.
Фильм «Без судьбы» снимался непросто, хотя и был самым высокобюджетным проектом в венгерской кинематографии сегодняшнего дня — в итоге на его съёмки было потрачено более $12 млн долларов. Когда приблизительно половина сцен фильма уже была отснята, в феврале 2004 г. киногруппа неожиданно оказалась без средств, один из ведущих продюсеров её покинул, и для поиска новых инвесторов пришлось потратить несколько месяцев — к счастью, крах удалось предотвратить. Как отмечают создатели фильма, подобный негативный поворот оказал положительное влияние на исполнителя главной роли — Марцеля Надя, который неожиданно подрос, резко похудел и стал больше похож на персонажа, которого он играл (подростка — узника концлагеря).

## В ролях
- Марцель Надь — Дьёрдь Кёвеш
- Арон Димень — Банди Цитром
- Эндре Хпрканьи[венг.] — Кольман
- Янош Бан[венг.] — Отец
- Юдит Шелль[венг.] — Мать
- Жольт Дер — Рози
- Дани Сабо — Москович
- Бела Дора — Табачник
- Тибор Мерц[венг.] — Фодор
- Золтан Берецки — Дораж

## Премии и награды
- Номинирован — «Золотой медведь» МКФ в Берлине — Лайош Кольтаи
- Номинирован — European Film Award — Лучший режиссёр — Дьюла Падош
- Номинирован — European Film Award — Лучший композитор — Эннио Морриконе
- Официальный выбор — МКФ в Берлине 2005
- Официальный выбор — МКФ в Тельюрайде[англ.], Колорадо 2005
- Официальный выбор — МКФ в Карловых Варах
- Гала-презентация — МКФ в Эдинбурге
- Специальная презентация — МКФ в Торонто 2005
- Специальная презентация — МКФ в Чикаго 2005
- Специальная презентация — МКФ в Лос-Анджелесе 2005